# Ventilación selectiva
La ventilación selectiva es una estrategia de diseño bioclimático de edificios propuesta por Givoni cuando el tenor de humedad del aire es bajo y de aplicarse estrategias como la ventilación cruzada el edificio entraría en disconfort higrotérmico. Esto debido a que una corriente de aire con bajo tenor de humedad sobre la piel produce su desecación, con el consiguiente disconfort.
En estos casos la ventilación selectiva se aprovecha de la diferencia de entalpía entre el aire diurno y nocturno favoreciendo el refrescamiento de los espacios interiores de los edificios.
Esto implica que durante el día la ventilación de los locales será mínima y deberán ser umbríos (sombreados) reduciendo todo lo posible la incidencia de la radiación solar directa y difusa. Con esto se mantiene los locales frescos.

## Efecto de la inercia térmica
Esta estrategia de diseño pasivo es conveniente acompañarla de masa térmica o inercia térmica en la envolvente (muros, techos, pisos) del edificio a fin de que amortigüen la onda térmica exterior. Es usual en climas cálidos secos encontrar amplitudes térmicas de más de 15 °C entre el día y la noche y humedades relativas entre el 20 y 50%.
Cuando hablamos de masa térmica en espesores de cerramientos opacos entre 15 a 45 cm y densidades entre 1400 a 2600 kg/m³ o más en caso de rocas. Esto implica para un muro o techo característico y másico de 20 cm de espesor que posean un peso de 280 a 520 kg/m³.
Son recomendados los ladrillos macizos, los bloques de concreto rellenos de suelo o arena, los adobes, la tapia o bloques de suelo cemento.

## Recomendaciones adicionales
Deberán preverse aberturas en los edificios para permitir con seguridad su ventilación nocturna. Para mejorar la eficacia de la estrategia de diseño pasivo es conveniente acompañarla de una chimenea solar.
Todas estas estrategias que en los años 50 pertenecían al diseño climático, en los 80 al diseño bioclimático hoy se encuentran incluidas en el diseño ambientalmente consciente y la arquitectura sustentable.